# Vierville (Manche)
Vierville est une ancienne commune française du département de la Manche et de la région Normandie, peuplée de 31 habitants.
Le 1er janvier 2019, la commune fusionne et intègre Carentan-les-Marais avec les autres communes de Brucheville, Catz, Montmartin-en-Graignes et Saint-Hilaire-Petitville. Au 1er janvier 2025, la commune déléguée est supprimée.

## Géographie

### Localisation
Les communes limitrophes sont Brucheville, Angoville-au-Plain, Brévands et Hiesville.

## Toponymie
Le nom de la localité est attesté sous les formes Viarvilla 1284, Virville en 1519, Vierreville en 1793. 

## Histoire

### Antiquité
Le territoire de Vierville est traversé par une ancienne voie romaine.

### Révolution française et Empire
En 1789, quand survint la Révolution, c'est Nicolas de la Rivière qui était le seigneur du village.

### Époque contemporaine
Le 12 juin 2018, le conseil municipal de Vierville décide de se joindre à la commune nouvelle de Carentan-les-Marais au 1er janvier 2019.

## Politique et administration
| Période                                                                                     | Période       | Identité         | Étiquette | Qualité              |
| ------------------------------------------------------------------------------------------- | ------------- | ---------------- | --------- | -------------------- |
| 1790                                                                                        |               |                  |           |                      |
| 1793                                                                                        | 1795          | Charles Levert   |           |                      |
| 1796                                                                                        | 1797          | Thomas Étienne   |           |                      |
| 1797                                                                                        | 1798          | Pierre Brohier   |           |                      |
| 1798                                                                                        | 1799…         | Charles Levert   |           |                      |
| …1800                                                                                       | 1802          | Bernard Le Caux  |           |                      |
| 1802                                                                                        | 1808          | Charles Levert   |           |                      |
| 1808                                                                                        | 1816          | Guillaume Morel  |           |                      |
| 1816                                                                                        | 1821          | Charles Leneveu  |           |                      |
| 1822                                                                                        | 1834          | Amand Brohier    |           | Propriétaire         |
| 1835                                                                                        | 1838          | Guillaume Morel  |           |                      |
| 1838                                                                                        | 1849          | Charles Le Vert  |           |                      |
| 1849                                                                                        | 1899          | Adolphe Le Vert  |           |                      |
| 1900                                                                                        | 1907          | Charles Gamas    |           |                      |
| 1908                                                                                        | 1918          | Adolphe Le Vert  |           |                      |
| 1919                                                                                        | 1925          | Pierre Leconte   |           |                      |
| 1926                                                                                        | 1932          | Jean Frémin      |           |                      |
| 1933                                                                                        | 1961          | Léon Lenoël      |           |                      |
| 1961                                                                                        | 1961          | Eugène Goudard   |           |                      |
| 1962                                                                                        | 1978          | Georges Hamel    |           |                      |
| 1978                                                                                        | 1989          | Auguste Cardon   |           |                      |
| 1989                                                                                        | mars 2014     | Bernard Leneveu  | SE        | Retraité agriculteur |
| mars 2014                                                                                   | décembre 2018 | Geneviève Guiosc | SE        | Cadre de santé       |
| Une partie des données est issue d'une liste établie par Jean Pouëssel et Jean-Noël Nourry. |               |                  |           |                      |

Le conseil municipal était composé de sept membres dont le maire et deux adjoints.
| Période      | Période       | Identité         | Étiquette | Qualité                     |
| ------------ | ------------- | ---------------- | --------- | --------------------------- |
| janvier 2019 | décembre 2024 | Geneviève Guiosc | SE        | Ancienne maire de Vierville |

## Population et société
Les habitants sont appelés les Viervillais.

### Démographie
L'évolution du nombre d'habitants est connue à travers les recensements de la population effectués dans la commune depuis 1793. À partir du 1er janvier 2009, les populations légales des communes sont publiées annuellement dans le cadre d'un recensement qui repose désormais sur une collecte d'information annuelle, concernant successivement tous les territoires communaux au cours d'une période de cinq ans. 
Pour les communes de moins de 10 000 habitants, une enquête de recensement portant sur toute la population est réalisée tous les cinq ans, les populations légales des années intermédiaires étant quant à elles estimées par interpolation ou extrapolation. Pour la commune, le premier recensement exhaustif entrant dans le cadre du nouveau dispositif a été réalisé en 2004,.
En 2021, la commune comptait 31 habitants, en évolution de −18,42 % par rapport à 2015 (Manche : +0,44 %, France hors Mayotte : +2,49 %). 
Vierville a compté jusqu'à 112 habitants en 1881.
| 1793 | 1800 | 1806 | 1821 | 1831 | 1836 | 1841 | 1846 | 1851 |
| ---- | ---- | ---- | ---- | ---- | ---- | ---- | ---- | ---- |
| 85   | 69   | 88   | 91   | 88   | 84   | 86   | 84   | 71   |

| 1856 | 1861 | 1866 | 1872 | 1876 | 1881 | 1886 | 1891 | 1896 |
| ---- | ---- | ---- | ---- | ---- | ---- | ---- | ---- | ---- |
| 88   | 67   | 94   | 77   | 98   | 112  | 104  | 95   | 106  |

| 1901 | 1906 | 1911 | 1921 | 1926 | 1931 | 1936 | 1946 | 1954 |
| ---- | ---- | ---- | ---- | ---- | ---- | ---- | ---- | ---- |
| 97   | 99   | 103  | 84   | 67   | 66   | 85   | 83   | 89   |

| 1962 | 1968 | 1975 | 1982 | 1990 | 1999 | 2004 | 2009 | 2014 |
| ---- | ---- | ---- | ---- | ---- | ---- | ---- | ---- | ---- |
| 76   | 60   | 41   | 56   | 48   | 41   | 50   | 40   | 38   |

| 2018 | - | - | - | - | - | - | - | - |
| ---- | - | - | - | - | - | - | - | - |
| 32   | - | - | - | - | - | - | - | - |

### Cultes
Jusqu'à la Révolution, la paroisse a relevé du diocèse de Bayeux et du doyenné de Trévières, et forma avec celles de Neuville, Chef-du-Pont, Lieusaint et Sainte-Mère-Église, l'exemption de Cotentin ou l'exemption de Sainte-Mère-Église.
Aujourd'hui, la paroisse est rattachée au diocèse de Coutances et Avranches, à l'archidiaconé Centre, doyenné des Marais et des Havres, paroisse Notre-Dame-de-la-Paix.

## Économie
La commune se situe dans la zone géographique des appellations d'origine protégée (AOP) Beurre d'Isigny et Crème d'Isigny.

## Culture locale et patrimoine

### Lieux et monuments

#### Patrimoine religieux
- Église Saint-Éloi des XIIe – XVe siècles, inscrite, en 1986, à l'IGPC[15]. L'édifice abrite des fonts baptismaux aux armes des Mesnildot du XVIe, un maître-autel du XVIIIe, un cadran solaire du XVIIIe, un tableau l'Assomption du XIXe, les statues de saint Éloi et saint Lô du XVIIIe et de saint Jacques le Majeur du XVIe[8].

L'église a appartenu au diocèse de Bayeux, comme celles de Sainte-Mère-Église, Sainte-Marie-du-Mont, Neufville, Chef-du-Pont et Lieusaint.
- Croix de cimetière du XVIIe siècle et Mater dolorosa encastrée dans le mur extérieur de l'église.

L'église Saint-Éloi
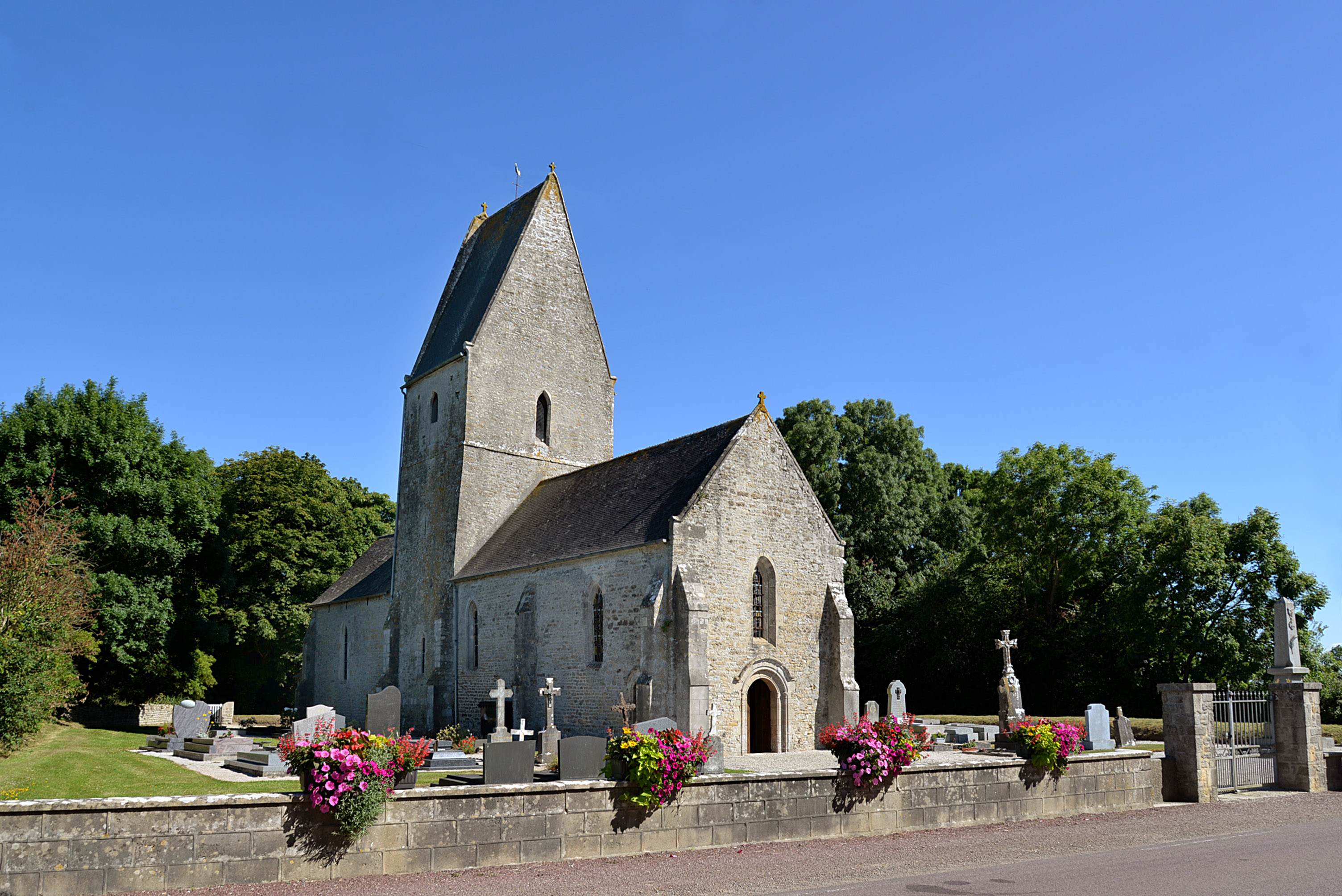
Vue nord-ouest.
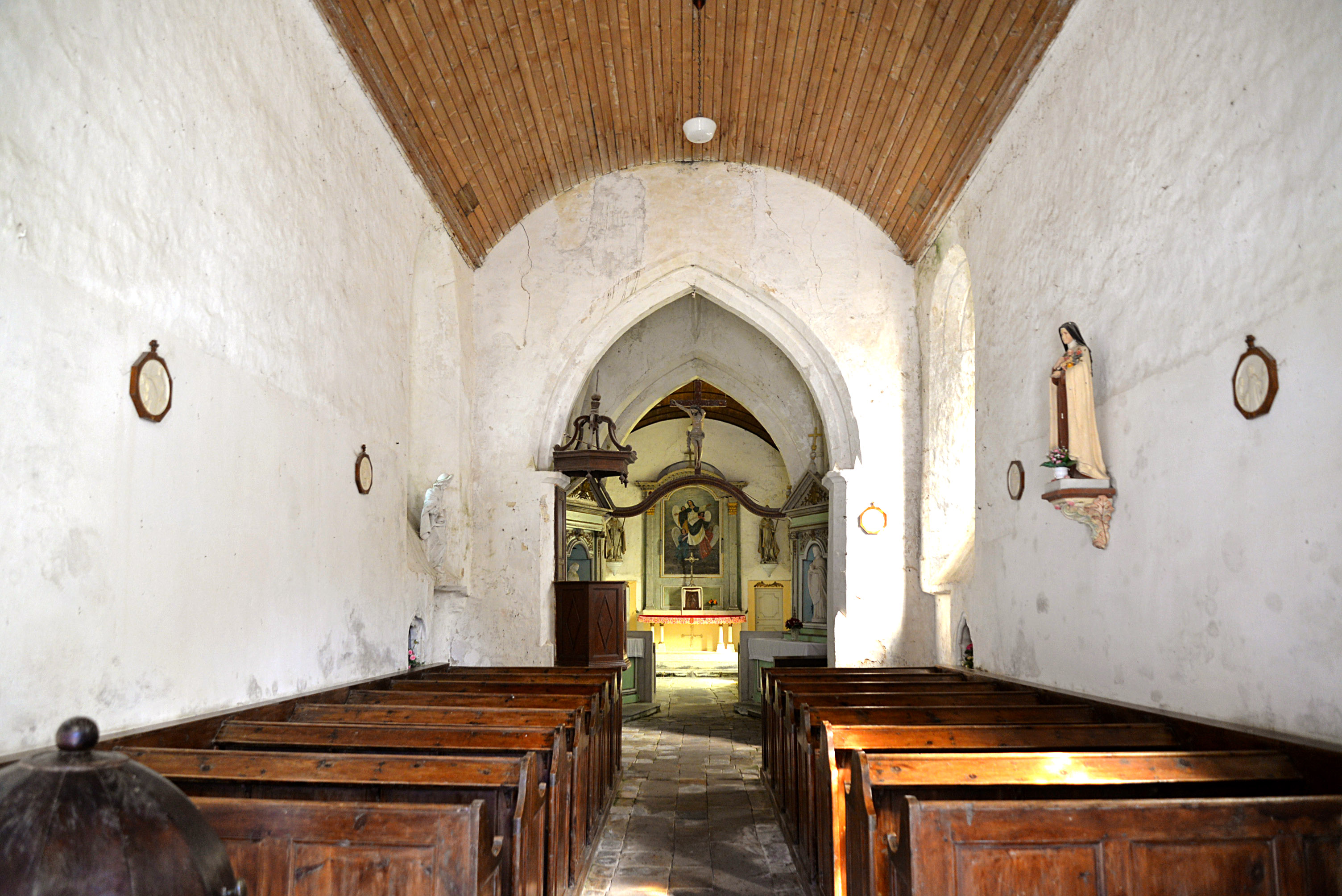
La nef.
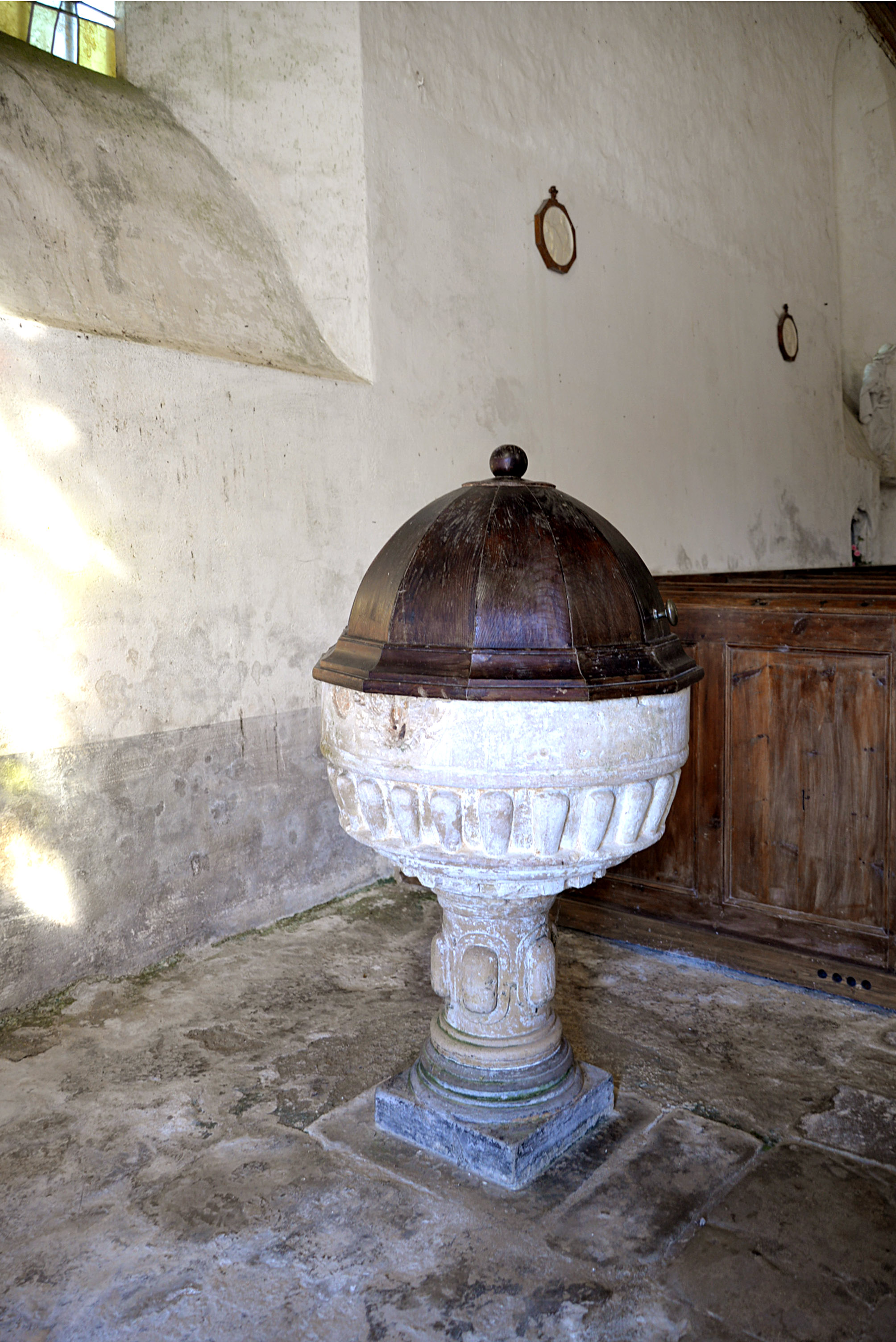
Les fonts baptismaux.

#### Patrimoine civil
- Tumulus néolithique de la Butte, près de l'église, classé au titre des monuments historiques par arrêté du 21 novembre 1974[17] et où deux dolmens ont été mis au jour, le premier était une nécropole mérovingienne, le second date de 2700 à 2800 av. J.-C.
- Château de Vierville du XVIIIe siècle et son pigeonnier, partiellement inscrit au titre des monuments historiques par arrêté du 24 novembre 1997[18] et inscrit, en 1986, à l'IGPC[19]. Il fut la possession notamment de Michel Le Noël (1796-1852), notaire, puis de son fils aîné, Léon (1824-1861) qui hérita de l'étude et du château[8].
- Manoir de Tourville du XVIIe siècle dit Ferme de Tourville inscrite à l'IGPC[20].
- Ferme du Vivier et sa charretterie du XVIIIe siècle inscrite à l'IGPC[21].
- Fontaine Saint-Éloi et son lavoir.

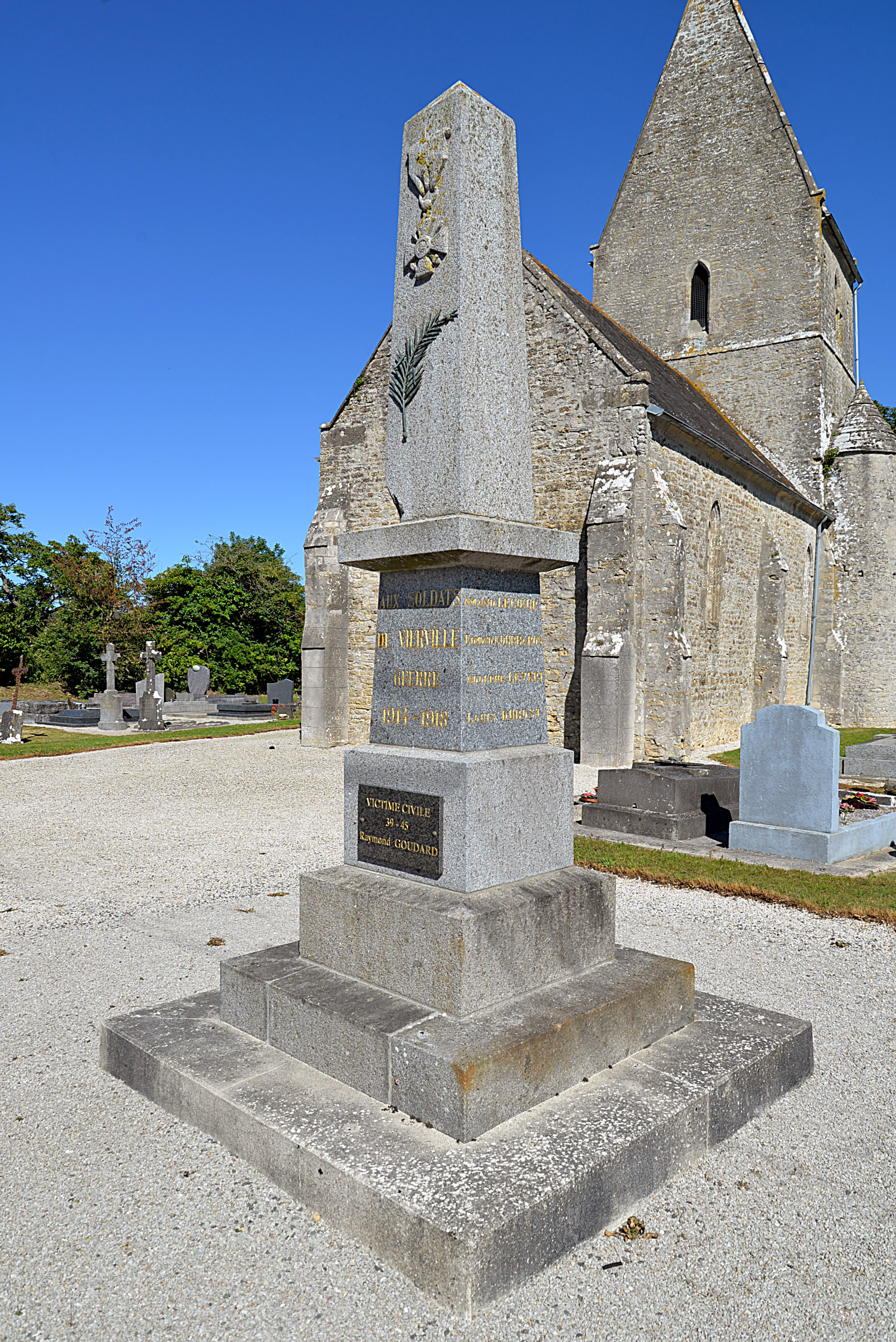
Le monument aux morts.
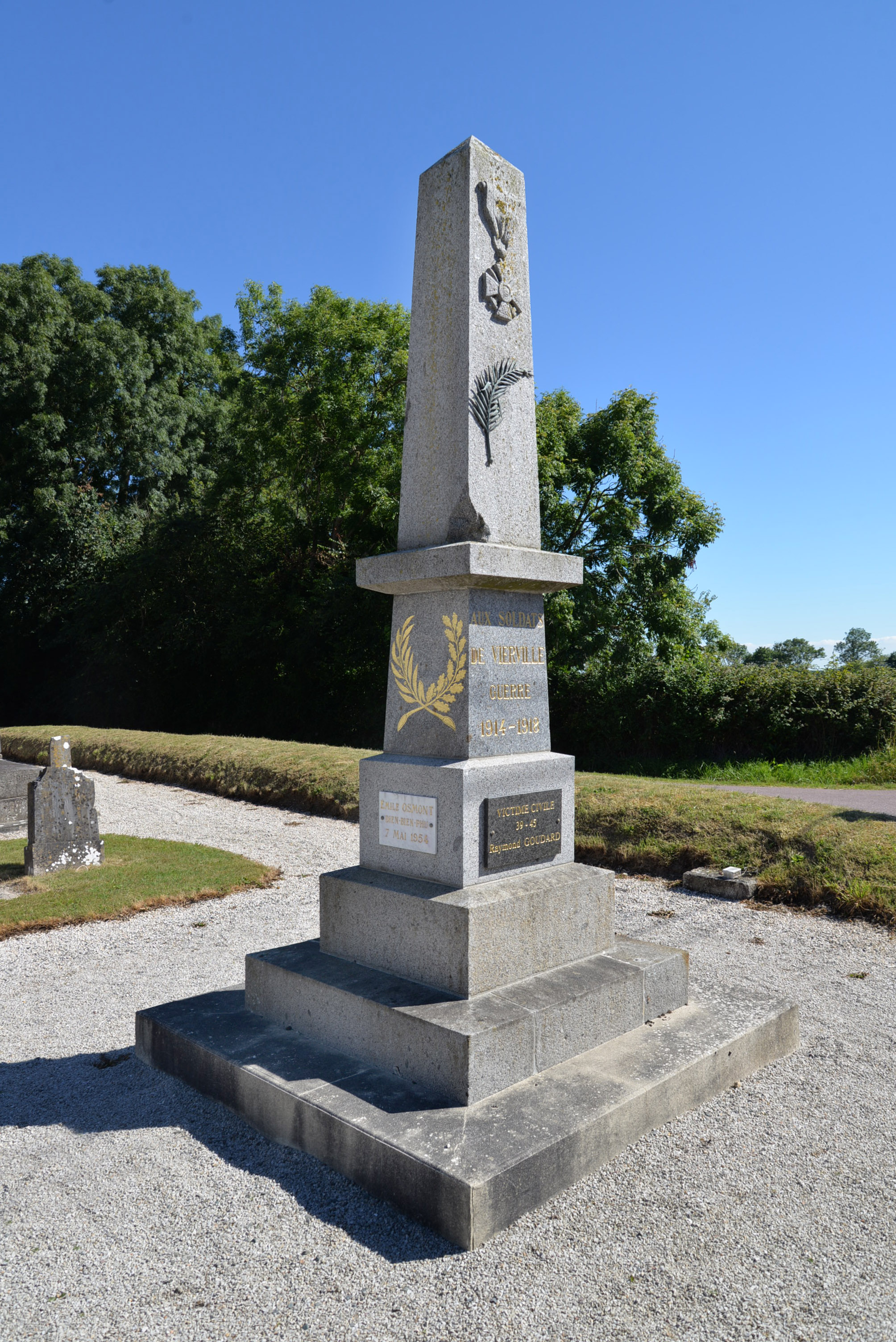
Le monument aux morts.
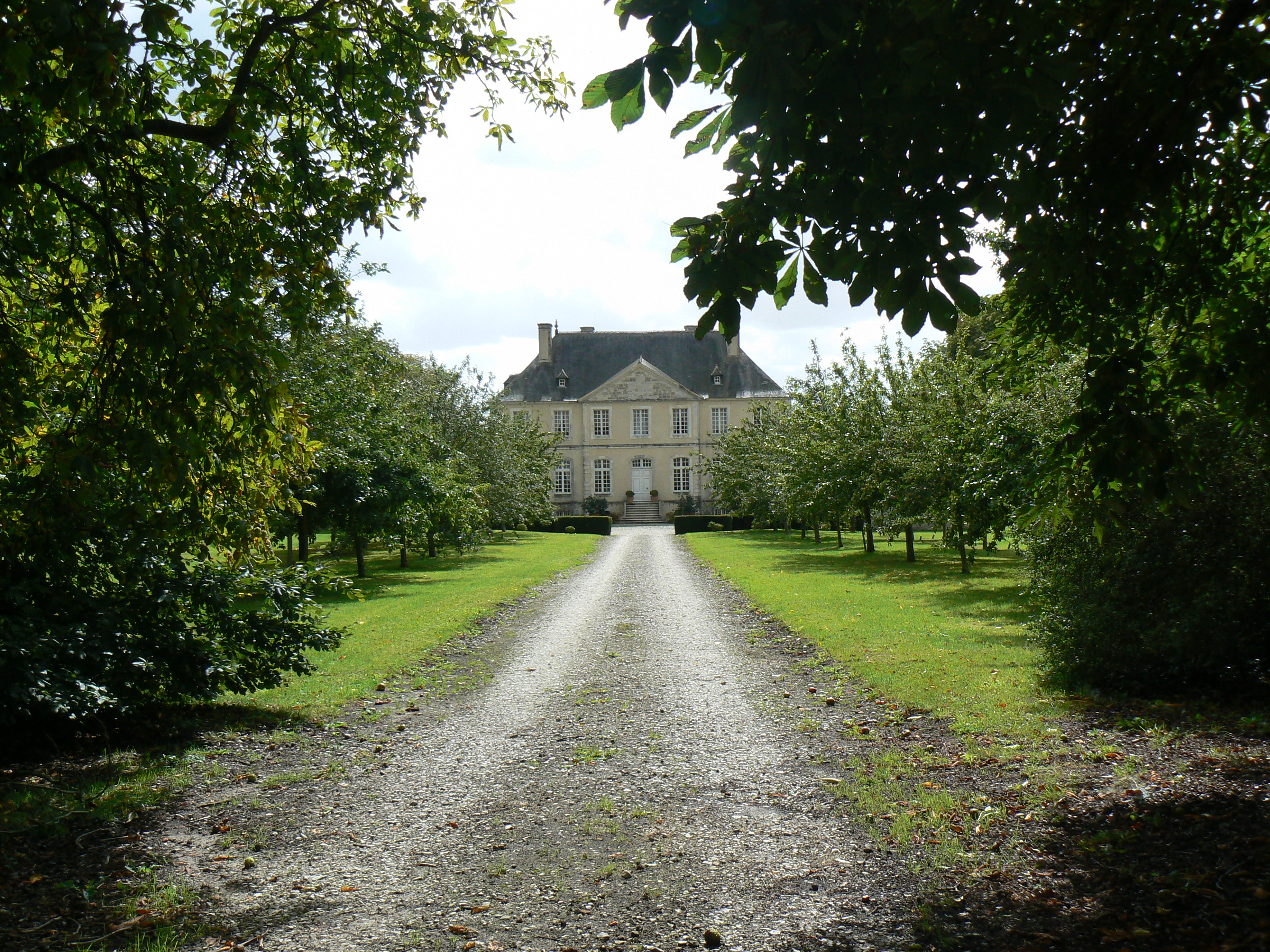
Le château de Vierville.